# Erik Abelsøn
Erik 1. Abelsøn (født o. 1241, død 27. maj 1272) var hertug af Sønderjylland.
Erik var næstældste søn af kong Abel og arvede efter sin ældste bror Valdemar 3.s død i 1257 fordringen på forlening med hertugdømmet Slesvig, som hans onkel kong Christoffer 1. dog ikke ville lade ham have. Efter at kongen i februar 1259 havde brudt med stormændene ved at fængsle ærkebiskop Jakob Erlandsen, mødtes Erik med bispen af Roskilde, Peder Bang, hos fyrst Jaromar 2. på Rügen, der i 1260 faldt på et togt i Skåne. De gik i forening til Sjælland, indtog København og slog den kongelige hær.
Efter kongens død i Ribe forlenedes Erik i 1260 med Slesvig, og han ægtede i 1259 Jaromar 2. Vizlavssøns datter, Margrethe. Enkedronningen Margrete Sambiria, der var regent i 1259-1266, frygtede for yderligere angreb på tronen fra hertugens side det følgende år, og hun besluttede derfor at komme ham i forkøbet. Hun trængte frem i hertugdømmet, forfulgte Erik sydpå over Dannevirke og leverede 28. juni 1261 et slag Lohede, mellem Sorgåen og Rendsborg. det blev kendt som slaget på Lohede. Her led hun imidlertid et afgørende nederlag. Hun selv og sønnen kong Erik 5. Glipping blev taget til fange. Ved den endelige fred efter kongens frigivelse i foråret 1264 indrømmedes der hertugen alt krongodset i Slesvig tillige med Als i særskilt forlening, mens hans yngste bror Abel fik Langeland og slægtsgodset på Fyn.
Erik erhvervede Gottorp Slot af biskop Niels 2. (død 1265) af Slesvig, der ligeledes var blevet taget til fange i 1261, og opførte her et fast tårn. Han døde 27. maj 1272, samme år som hans hustru. De efterlod to sønner, den senere hertug Valdemar 4. og Erik (Langben) af Langeland, samt datteren Margrete (død o. 1315).